# 再思

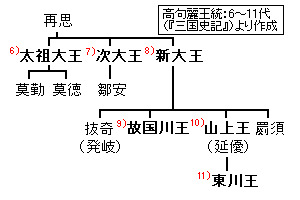
世系图

再思（韓語：재사）是高句丽第二任君主琉璃王（？—89年）少子，大武神王武恤(？－44年)，闵中王解邑朱(？－48年)的弟弟。
太祖王高宫（公元47年－165年在世，53年-146年在位），次大王高遂成（71年－165年在世，146年-165年在位），新大王高伯固（89年－179年在世，165年-179年在位）的父亲。
按照推断，如果再思真实存在的话，最晚于公元18年出生，公元47年生太祖王高宫，公元71年生次大王高遂成，公元89年生新大王高伯固。最早在新大王出世的公元89年去世。那么再思至少71岁去世。儿子的寿命118岁高龄的太祖王，次大王的寿命为94岁，新大王的寿命为90岁。《三国史记》也没有解释在高宫即位之后，高伯固出生之前，再思作为现任国王在世的父亲长达三十六年中，他在高句丽国家中所充当的角色。
相对于其父亲琉璃王（55岁）及祖父朱蒙（40岁）和其兄弟大武神王（40岁）、闵中王（不详，在位4年，30岁以上，44岁以下）的短命，再思本人和他的儿子的寿命有待考证。可能并不是真实存在的人，而是省去了很多代人。

## 欠落年代推測
根據《北史·高句麗傳》記載：「朱蒙死，閭達(琉璃王？)代立。如栗死，子莫來代立。・・・莫來子孫相傳，至裔孫宮」。然而，相對於之前四代君主的短壽，太祖王長達93年的統治時間及120歲高齡，使日本歷史學家井上秀雄在翻譯朝鮮歷史書《三国史記》時加注，表示懷疑在慕本王及太祖王之間還有數代失落的君主沒有被記載進歷史內
。